# Stefan Jurkowski (inżynier)
Stefan Jurkowski (ur. ?, zm. ?) – polski inżynier, jeden z pionierów stosowania żelbetu w budownictwie.
Inżynier, autor jednego z pierwszych w Polsce podręczników o zastosowaniu żelbetu, Żelbetnictwo, Warszawa 1914. Członek Koła Żelbetników Stowarzyszenia Techników Polskich. W latach 1909–1916 był wykładowcą Wydziału Technicznego Towarzystwa Kursów Naukowych.